# Albert Marcet Torrens
Albert Marcet Torrens (Terrassa, 11 d'abril de 1960) és un economista català, especialitzat en Macroeconomia, sèries temporals, economia financera i Teoria Econòmica Dinàmica. És un professor i investigador de l'ICREA i de la Barcelona School of Economics (BSE), on també ocupa la Càtedra de Recerca AXA a Risc Macroeconòmic. És també professor adjunt de la Universitat Pompeu Fabra, membre de l'Econometric Society i investigador del Centre de Recerca en Economia i Política (CEPR).

## Carrera acadèmica
Llicenciat en Economia per la Universitat Autònoma de Barcelona i doctor en Economia per la Universitat de Minnesota el 1987. Després d'aconseguir el doctorat, es va convertir en professor ajudant a Carnegie Mellon University fins al 1990. El 1990, torna a Europa i té un paper fonamental als anys fundacionals i posteriors de la Universitat Pompeu Fabra (UPF). Primer com a impulsor del programa de doctorat, després, com a director del departament. Posteriorment, es converteix en professor investigador al CSIC (2004-2009, 2011-2018). Entre el 2009 i el 2011, va ser professor a la prestigiosa London School of Economics (LSE), universitat a la qual portava sent professor visitant des del 1997. Després de passar un parell d'anys a la LSE, Albert torna a incorporar-se a l'IAE-CSIC com a ICREA i Barcelona GSE Research Professor.
El 2012 i 2018, el professor Marcet va rebre la reconeguda beca del Consell Europeu de Recerca “ERC Advanced Grant” pels seus projectes “Asset Prices and Macro Policy when Agents Learn” i “Asset Prices and Macro Policy when Agents Learn and are Heterogenous”. Aquests projectes es basen en el desenvolupament de models d'aprenentatge, que mostren com les expectatives dels inversors sobre els preus de les accions, són un determinant clau de la volatilitat d'aquests. El 2016, va ser guardonat amb el Premi Rei Jaume I, que reconeix les contribucions significatives dels millors científics espanyols.
Recentment, ha estat professor al University College of London; i actualment, continua amb les seves tasques d'investigador al CREi i BSE. És professor adjunt de la UPF, membre de l'Econometric Society i investigador del CEPR.

## Recerca
La seva recerca se centra en quatre àrees principals: models d’aprenentatge de les expectatives, tècniques de resolució de models dinàmics, política fiscal i sèries temporals.
Entre els aspectes més destacats del seu treball es troba la seva col·laboració amb el Premi Nobel d'Economia Thomas Sargent. En els seus articles pioners, mostren que si els agents formen les seves expectatives de manera adaptativa – per exemple, com económetras fent regressions – en molts models el problema de la indeterminació desapareix. Les seves anàlisis s'han utilitzat en molts articles per a justificar (o no) l'ús dels models DSGE amb expectatives racionals utilitzats en molts bancs centrals per a predir els efectes dels canvis de política.
Juntament amb Wouter donin Haan, va desenvolupar l'Algorisme d'Expectatives Parametritzades (PEA), especialment dissenyat per a ‘tancar el model macro-dinàmic’.
Destaca per l'estudi de models d'aprenentatge per a explicar el comportament de moltes sèries temporals en macroeconomia i finances que difícilment es poden explicar amb un model d'expectatives racionals. Juntament amb Juan Pablo Nicolini, ha demostrat que les hiperinflacions observades en molts països d'Amèrica Llatina en la dècada de 1980, poden explicar-se de manera natural amb models d'aprenentatge. La recomanació de política econòmica que es desprèn del seu model és la de promoure una reforma real i ancorar les expectatives d'inflació mitjançant regles de tipus de canvi, en línia amb el que avui es considera que ha acabat efectivament amb les hiperinflacions dels 80. Aquesta línia de recerca – en col·laboració amb Klaus Adam i J.P. Nicolini – ha resultat molt fructífera en aplicar-la a l'estudi dels preus dels actius – per exemple, immobiliaris – mostrant com els models d'aprenentatge expliquen millor que els models d'expectatives racionals no sols el comportament d'aquestes sèries, sinó també les prediccions dels especialistes. En els seus treballs més recents sobre models d'aprenentatge mostra que les expectatives dels inversors sobre els preus de les accions són un determinant clau de la seva volatilitat.
En matèria de política fiscal, les seves recerques han demostrat que, en contra del que havien suggerit alguns autors, una reducció dràstica de l'impost sobre el capital conduiria a una gran redistribució de la riquesa que perjudicaria fortament amplis sectors de la població amb baixos ingressos de capital, i que la política òptima implica incórrer en grans dèficits en les recessions.

## Premis i Beques
- ERC Advanced Grant, "Asset Prices and Macro Policy when Agents Learn and are Heterogeneous", 2018.

- Premi Rei Jaume I d'Economia, 2016.[2]
- ERC Advanced Grant, "Asset Prices and Macro Policy when Agents Learn", 2012.
- Beca Wim Duisenberg, Banc Central Europeu, 2006.

## Publicacions destacades
- “Convergence of Least Squares Learning Mechanisms in Self-Referential Linear Stochastic Models”, (with T. Sargent), Journal of Economic Theory, 48 (2), 1989, 337-368.
- “Solving a Growth Model by Parameterizing Expectations”, (with W. den Haan), Journal of Business, Economics and Statistics, 8 (1), 1990, 31-34.
- “Optimal Taxation without State-Contingent Debt”, (with R. Aiyagari, T. Sargent and J. Seppälä), Journal of Political Economy, 110 (6), 2002, 1220-1254.
- “Recurrent Hyperinflations and Learning”, (with J. Nicolini), American Economic Review, 93 (5), 2003, 1476-1498.
- “Stock Market Volatility and Learning”, (with K. Adam and J. Nicolini), Journal of Finance, 71 (1), 2016, 33-82.
- “Stock Price Booms and Expected Capital Gains”, (with K. Adam and J. Beutel), American Economic Review, 107 (8), 2017, 2352-2408.
- “Government Debt Management, the Long and Short of it”, (with E. Faraglia, R. Oikonomou and A. Scott), Review of Economic Studies, 2019, 86 (6), 2554-
- “Recursive Contract”, (with R. Marimon), Econometrica, 2019, 87 (5), 1589-1631.